# São Francisco de Sales
São Francisco de Sales là một đô thị thuộc bang Minas Gerais, Brasil. Đô thị này có diện tích 1128,745 km², dân số năm 2007 là 5167 người, mật độ 4,9 người/km².